# Manuel Curros Enríquez
Manuel Curros Enríquez  est un poète, écrivain et journaliste galicien né à Celanova (Galice - Espagne), le 15 septembre 1851, il est mort à La Havane (Cuba) le 7 mars 1908. C'est un poète, c'est l'un des intellectuels représentatif de la période dite du Rexurdimento de la littérature galicienne et de l'éveil du galléguisme.

## Biographie
Né le 15 septembre 1851 à Celanova, Curros Enriquez dès l'âge de 15 ans va vivre chez son frère à Madrid pour poursuivre ses études. Il assiste à la révolution de 1868, ce qui sera déterminant pour son orientation idéologique vers le fédéralisme.
Il a appartenu à une loge maçonnique.

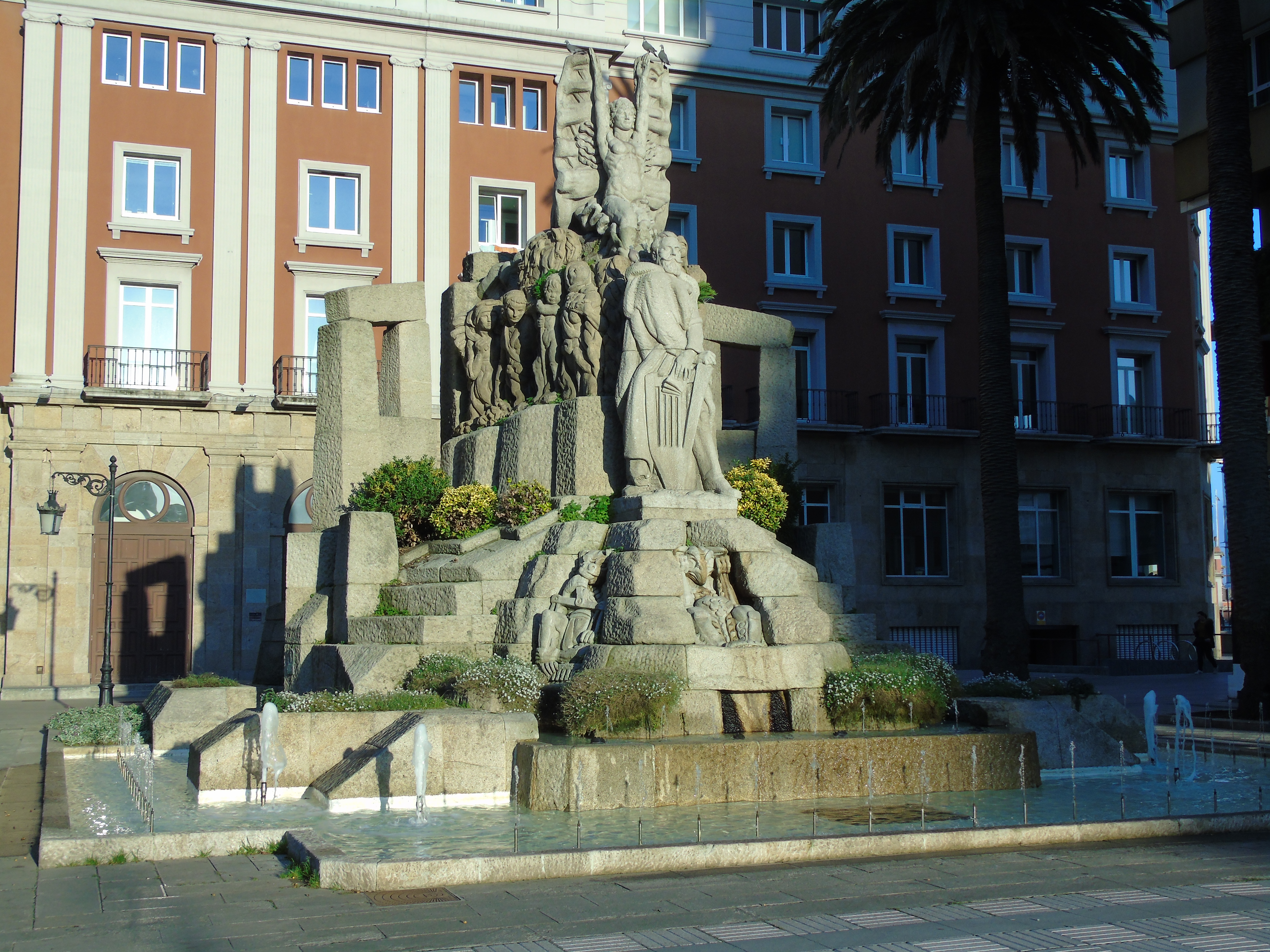
Monument à sa gloire à La Corogne.

## Œuvre
Œuvres principales
- Cartas del Norte (1875-1876)
- A Virxe do Cristal (1877)
- Aires da miña terra (1880)
- O divino sainete (1888)

- Œuvres complètes sur Wikimedia Commons
- Volume I :
Aires da miña terra,
O Divino Sainete
- Volume II :
El Maestre de Santiago,
El Padre Feijóo,
Poesías escogidas
- Volume III :
Cartas del Norte,
La Condesita,
Poesías escogidas
- Volume IV :
Paniagua y Compañía,
El último papel,
Hijos ilustres de Galicia,
Artículos escogidos
- Volume V :
La Lira Lusitana,
La Señorita de aldea,
De mi álbum,
Artículos y poesías
- Volume VI :
Eduardo Chao,
Estudio biográfico-político